# Say a Little Prayer
Say a Little Prayer（セイ・ア・リトル・プレイヤー）は、かつて活動していた女性3人組ボーカルユニット。愛称はセイア。略表記はSLP。当時の所属レコード会社はバリアフリー（配給はポニーキャニオン→東芝EMI（現・ユニバーサルミュージックLLC））。

## 概要
1997年、テレビ東京のオーディション番組「ASAYAN」で、デビュー予備軍“AIS”から選抜された田口理恵・片桐華子・大櫛江里加の3人で結成される。当時カリスマアーティストとして様々なアーティストに多数の楽曲を提供していたLUNA SEAのボーカル河村隆一がプロデュースをした。
グループ名の由来は、1967年に発表されたバート・バカラックとハル・デヴィッドの共同作曲の「小さな願い」（"I Say A Little Prayer"）による。
レコード会社と契約する条件として、ЯKプロデュース（当時は覆面プロデューサー扱いで、正体は明かされていなかった）「小さな星」のインディーズ盤を10日間で1万枚を完売する事を条件として提示される。タワーレコード渋谷店にて当初は10日間限定発売の予定だったが、僅か2日間で完売（後にモーニング娘。がデビューする際にも同様の手法が用いられる事になる）。条件をクリアし、同曲でメジャーデビュー。
以降、シングル・アルバムを合わせて計10枚発売されるが、1999年、解散。
解散後は、片桐は舞台女優、大櫛は一時活動を休止するも大櫛エリカに改名し女優として復帰し活動。田口はソロ歌手、女優として活動後引退。アイリストに転身したのち、田口りえと改名しCMやナレーションなどで復帰、活動。

## メンバー
- 田口理恵（たぐち りえ、1978年12月14日 - ） 茨城県出身
- 片桐華子（かたぎり はなこ、1979年3月29日 - ） 京都府出身
- 大櫛江里加（おおくし えりか、1980年9月25日 - ） 神奈川県出身

## ディスコグラフィー

### シングル
|     | 発売日         | タイトル     | 規格品番   | 収録曲                                                                                  | 備考                                    |
| --- | -------------- | ------------ | ---------- | --------------------------------------------------------------------------------------- | --------------------------------------- |
|     | 1997年8月3日   | 小さな星     | TOWER-0003 |                                                                                         | インディーズ盤                          |
| 1st | 1997年10月1日  | 小さな星     | BFDA-00002 | 1. 小さな星 2. 好き 3. 小さな星（オリジナル・カラオケ） 4. 好き（オリジナル・カラオケ） | 最高6位 / 両A面扱い                     |
| 2nd | 1998年3月18日  | a day        | BFDA-00003 | 1. a day 2. 流れ星 3. a day（オリジナル・カラオケ）                                     | 最高20位 / 両A面扱い                    |
| 3rd | 1998年4月29日  | 深愛         | BFDA-00004 | 1. 深愛 2. 三人 3. 深愛（オリジナル・カラオケ）                                         | 最高29位                                |
| 4th | 1998年11月18日 | like or love | BFDA-00006 | 1. like or love 2. figure 3. like or love（オリジナル・カラオケ）                       | 最高27位                                |
| 5th | 1999年2月17日  | Yes No       | BFDA-00008 | 1. Yes No 2. 星の数だけ 3. Yes No（オリジナル・カラオケ）                               | 最高44位 / この作品まで8cm盤でリリース  |
| 6th | 1999年4月21日  | Kiss me      | BFCA-10015 | 1. Kiss me 2. 一周 3. Kiss me (R・K MIX) 4. Kiss me（TV MIX）                           | 最高46位 / 初回トレーディングカード付き |
| 7th | 1999年7月28日  | Dream        | BFCA-80001 | 1. Dream 2. escape 3. Dream (Acoustic Version) 4. Dream（TV MIX）                       | 最高53位 / 初回トレーディングカード付き |

## レギュラー番組
- saku saku morning call（1998年4月 - 1999年3月、TVKテレビ）
- ウィークリーカウントダウンパーティー (2000年4月 - 2003年9月) TOKYO FM系（※片桐のみ）